# Estação Laguna
Laguna é uma estação da Linha 6 do Metro de Madrid e da linha C-5 de Cercanías.

## Hitória
Em 1 de junho de 1983, a estação de metrô foi aberta ao público, sendo a estação terminal da Linha 6 até 10 de maio de 1995, quando a linha se tornou circular.
Em 19 de janeiro de 1984, a estação Cercanías da linha C-5 entrou em operação.